# Сепаради
Сепаради (азерб. Separadi тал. Sepadi) — селение в Ленкоранском районе Азербайджана.

## География
Село расположено у реки Улюмчай в предгорьях Талыша.

## Население
Население на 2012 год составило около 5098 человек.

## Экономика
В селе расположен цитрусовый сад площадью 150 гектар. В саду посажены 141 тысяча цитрусовых, персиковых и нектариновых деревьев. Для полива используется капельное орошение. Установлена специальная техника, которая сохраняет зимой необходимый температурный баланс, защищая от морозов.
На площади 110 гектаров расположены мандариновый и лимонный сад, на площади 20 гектаров — персиковый сад, на площади 5 гектаров — нектариновый сад, на площади 7 гектаров — ягодный сад.
В сезоне 2023-2024 собрано 3 тысячи тонн урожая.

## Инфраструктура
В селе действуют 2 средние школы, детский сад, центр культуры, библиотека, амбулаторное отделение, фельдшерский пункт и почтовое отделение

## Известные уроженцы
- Ибадов, Маис — борец вольного стиля, призёр чемпионата Азии[2].

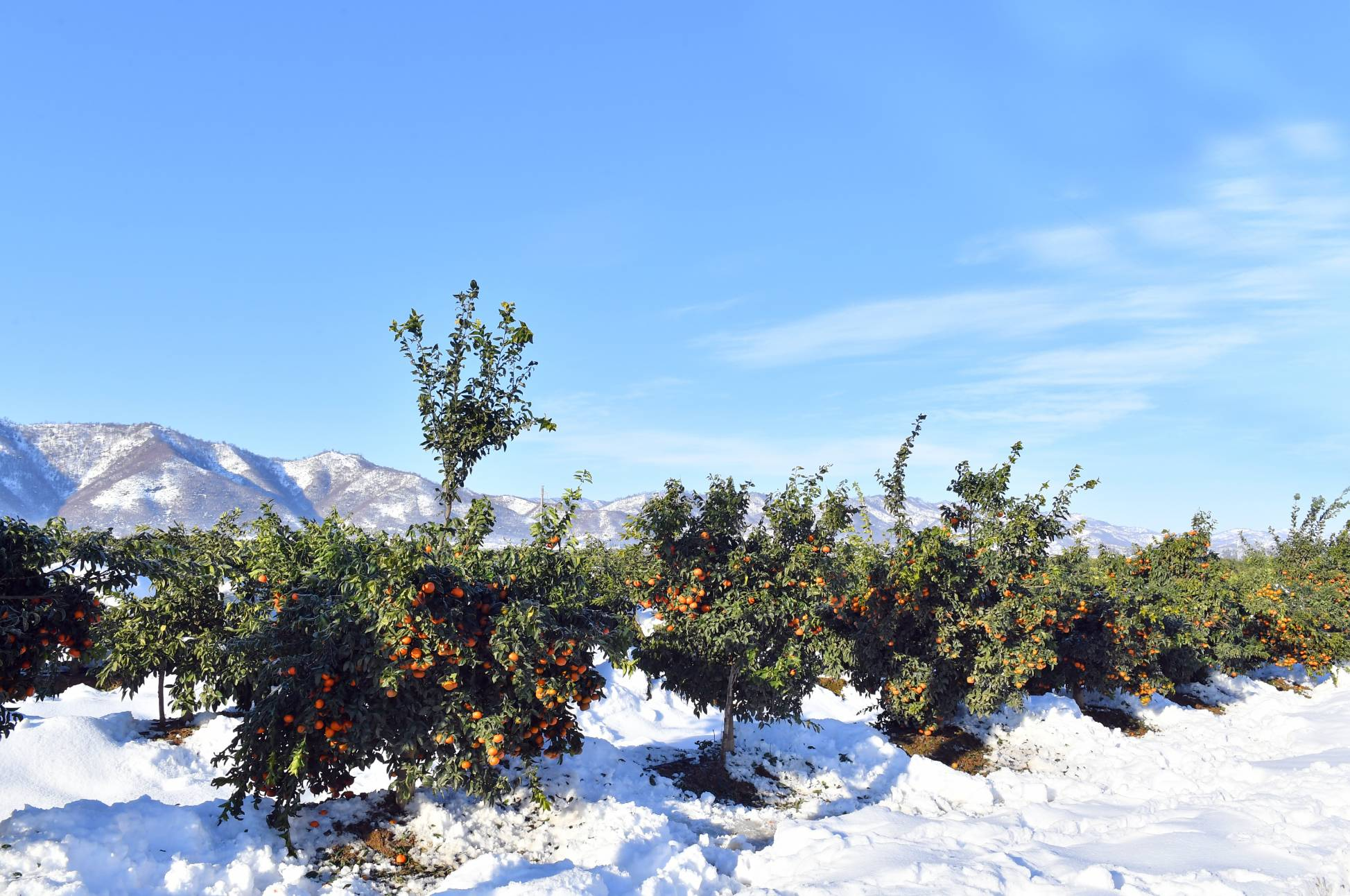
Цитрусовый сад Сепариди

## Культура
«Бабушки» (азерб. Nənələr) — фольклорный и танцевальный ансамбль. Появился в 1970 году.